# Жидков Валерій Степанович
Валерій Степанович Жидков (нар. 4 вересня 1939) — український (радянський) та російський шахіст. Майстер спорту СРСР (1962), міжнародний майстер (1993). Чемпіон України 1967 року.

## Біографія
Представляючи в шахових змаганнях місто Запоріжжя, став майстром спорту у 1962 році за результатами турніру в Одесі, в якому п'ять кандидатів у майстри грали в три кола проти п'яти майстрів, набравши 8 очок з 15. Чемпіон України 1967 року, срібний призер першостей України 1966 та 1972 років.
Учасник фінального турніру 40-го чемпіонату СРСР (1972). У 1973 році на міжнародному турнірі в Варні показав результат на рівні міжнародного майстра, проте офіційно це звання було присвоєно ФІДЕ через 20 років.
Представляв Українську РСР на командних першостях СРСР. У складі збірної УРСР був бронзовим призером першості СРСР між командами союзних республік з шахів у 1967 та 1969 роках, на Всесоюній олімпіаді у 1972 році. Призер командної першості СРСР у 1966 році у складі команди ДСТ «Спартак».
Працював тренером з шахів у Москві, залучався до роботи із збірною СРСР. Один з найсильніших гросмейстерів Росії Дмитро Володимирович Андрєйкін в одному з інтерв'ю після успішного виступу в Кубку світу і виходу в турнір претендентів з шахів 2014 згадував його як свого наставника: «Останній мій тренер — Жидков Валерій Степанович. З ним було дуже цікаво, він багато мені дав»

## Турнірні результати

### Результати виступів у чемпіонатах України
Валерій Жидков зіграв у 10 фінальних турнірах чемпіонатів України, набравши при цьому 94½ очка зі 154 можливих.
| Рік  | Місто            | Турнір                 | + | − | =  | Результат | Місце  |
| ---- | ---------------- | ---------------------- | - | - | -- | --------- | ------ |
| 1964 | Київ             | 33-й чемпіонат України | 4 | 3 | 12 | 10 з 19   | 6 — 9  |
| 1966 | Київ             | 35-й чемпіонат України | 9 | 2 | 6  | 12 з 17   | Silver |
| 1967 | Київ             | 36-й чемпіонат України | 7 | 0 | 6  | 10 з 13   | Gold   |
| 1968 | Київ             | 37-й чемпіонат України | 7 | 5 | 5  | 9½ з 17   | 6 — 9  |
| 1969 | Івано-Франківськ | 38-й чемпіонат України | 3 | 3 | 9  | 7½ з 15   | 11     |
| 1970 | Київ             | 39-й чемпіонат України | 7 | 5 | 5  | 9½ з 17   | 9      |
| 1972 | Одеса            | 41-й чемпіонат України | 7 | 3 | 7  | 10½ з 17  | Bronze |
| 1974 | Львів            | 43-й чемпіонат України |   |   |    | 9 з 13    | 4      |
| 1976 | Донецьк          | 45-й чемпіонат України | 3 | 1 | 9  | 7½ з 13   | 4      |
| 1980 | Харків           | 49-й чемпіонат України | 6 | 1 | 6  | 9 з 13    | 4      |

## Діаграма
| На цьому місці має відображатися графік чи діаграма, однак з технічних причин його відображення наразі вимкнено. Будь ласка, не видаляйте код, який викликає це повідомлення. Розробники вже працюють для того, щоби відновити штатне функціонування цього графіка або діаграми. | |
| | На цьому місці має відображатися графік чи діаграма, однак з технічних причин його відображення наразі вимкнено. Будь ласка, не видаляйте код, який викликає це повідомлення. Розробники вже працюють для того, щоби відновити штатне функціонування цього графіка або діаграми. |